# 자쿠 마린 타입
자쿠 마린 타입(영어: Zaku Marine Type, 일본어: ザク・マリンタイプ)은 《건담 시리즈》에 등장하는 모빌 슈트(MS)로 분류되는 가공의 유인 조종식 인간형 로봇 병기이다. TV 애니메이션 《기동전사 건담》의 건담 프라모델(건프라)의 판촉 기획인 《모빌 슈트 베리에이션》(MSV)에서 처음으로 등장했다.
작품 내에서 적측 세력인 지온 공국군의 양산기 자쿠 II의 수중전 사양이다. 후에 수륙양용 모빌슈트(MS)라고 불리는 계통의 발단이 되는 기체이기도 하다. 수중용 자쿠, 수중형 자쿠로 호칭되기도 한다. 1985년에 방영된 TV 애니메이션 《기동전사 Z 건담》에서는 마린 하이잭이라는 호칭으로 등장한다.

## 같이 보기
- 자쿠 II